# Респонсы
Респонсы, или респонса (лат. responsa, «ответы», ивр. שאלות ותשובות‎ шеэлот у-тшувот (шеелот у-тешубот), сокращённо: שו"ת, «шут», в ашкеназском произношении: ша́лэс ве-чи́вэс) — в иудаизме «вопросы и ответы», один из жанров галахической литературы, состоящий из бытовых или законодательных вопросов и ответных мнений (рекомендаций) тех или иных галахических авторитетов.
В респонсах отражается образ жизни евреев в месте их проживания в эпоху их составления. Респонсы впервые появились в VII веке в эпоху гаонов и публикуются по сей день.
Респонсы — авторитетный источник Галахи. В случае противоречия между исследованиями по галахе и респонсами, респонсы часто имеют преимущество, так как представляют собой прецедентные решения раввинов в реальных жизненных случаях.